# Liste der türkischen Botschafter in Venezuela
Der Botschafter leitet die türkische Botschaft Caracas, er ist regelmäßig auch bei den Regierungen in Port-au-Prince, Quito Bogotá und Port of Spain (Trinidad und Tobago) akkreditiert.
| Ernennung Akkreditierung | Botschafter              | Bemerkung | Liste der Ministerpräsidenten der Türkei | Liste der Staatspräsidenten von Venezuela | Posten verlassen |
| ------------------------ | ------------------------ | --- | ---------------------------------------- | ----------------------------------------- | ---------------- |
| 30. Sep. 1957            | Taha Carım               | (* 1914 in Genf † 9. Juni 1977 in Rom), 1960–1961: Botschafter in Karachi, 1961–1965: Botschafter in Ottawa, 1965–1976: Botschafter in Beirut, 1973–1977: Botschafter beim Heiligen Stuhl. | Adnan Menderes                           | Marcos Pérez Jiménez                      | 11. Nov. 1960    |
| 27. Juni 1960            | Cemil Vafı               | (* 1907) trat 1929 in den auswärtigen Dienst, 1945: Generalkonsul in New York, 8. Januar 1953: Gesandter in London, 31. Juli 1969 – 13. Juli 1972: Botschafter in Bern, Schulbildung in Frankreich. Diplomat seit 1929. Letzter Posten vor New York Generalkonsul in London                                                                     | Cemal Gürsel                             | Rómulo Betancourt                         | 13. Sep. 1962    |
| 30. Mai 1963             | Osman Derinsu            | Trat 1940 in den auswärtigen Dienst war 1943: Gesandtschaftssekretär in Chongqing, 1952: Gesandtschaftssekretär erster Klasse in Wien, 1958 – 21. März 1961: Gesandtschaftsrat in Washington, D.C. 1964–1968: Botschafter in Oslo, 1973–1976: Botschafter in Bukarest.                                                                          | İsmet İnönü                              | Rómulo Betancourt                         | 3. Aug. 1964     |
| 1. Jan. 1964             | Namık Kemal Yolga        | | İsmet İnönü                              | Rómulo Betancourt                         | 1. Jan. 1969     |
| 18. Sep. 1969            | Rıfat Ayanlar            | (* 1914 † 1983) 1. Januar 1957 – 1. Januar 1959: Generalkonsul in Köln | Suad Hayri Ürgüplü                       | Rafael Caldera                            | 1. Okt. 1976     |
| 20. Okt. 1976            | Cihat Rüştü Veyselli     | 1. Januar 1967 – 1. Januar 1968: Botschafter in Tirana 1. Januar 1968 – 1. Januar 1971: Botschafter in Oslo | Süleyman Demirel                         | Carlos Andrés Pérez                       | 10. Juni 1978    |
| 30. Aug. 1978            | Sadi Akarcalıoğlu        | 1955–1957: Geschäftsträger in Buenos Aires, 1. Januar 1964 – 1. Januar 1965: Generalkonsul in Frankfurt, | Mustafa Bülent Ecevit                    | Carlos Andrés Pérez                       | 20. Sep. 1982    |
| 15. Nov. 1984            | Sıtkı Coşkun             | | Turgut Özal                              | Jaime Lusinchi                            | 29. Nov. 1986    |
| 1. Dez. 1986             | Tahir Şentürk            | 31. August 1978 – 1. Dezember 1980: Botschafter in Ottawa | Turgut Özal                              | Jaime Lusinchi                            | 17. Dez. 1988    |
| 22. Nov. 1988            | Turgut Tülümen           | (* 1929 in Istanbul) besuchte 1952 das Galatasaray-Gymnasium studierte Politikwissenschaft an der Universität Ankara, 1978–1980: Botschafter in Teheran, 1980–1984: Botschafter in Warschau, 1984–4986: Öffentlichkeitsarbeit des Premierministers, 1994: Ruhestand.                                                                            | Turgut Özal                              | Jaime Lusinchi                            | 1. Apr. 1994     |
| 4. Apr. 1994             | Nazım Belger             | (* 1939 in Istanbul) Absolvent der Université de Lausanne, trat 1967 in den auswärtigen Dienst 1990–1994: Botschafter in Sanaa, 2000–2004: Botschafter in Vilnius. | Tansu Çiller                             | Rafael Caldera                            | 26. Feb. 1996    |
| 29. Feb. 1996            | Zeki Çelikkol            | (* 1933 † 20. März 2007) schloss 1956 ein Studium der Politikwissenschaft an der Universität Ankara ab. Trat 1960 in den auswärtigen Dienst, 1970–1974 Generalkonsul in Genf 1976–1978: Konsul in Rhodes, 1978–1980: Ständiger Vertreter bei der UNESCO, 1986–1988: Botschaft in Khartoum, 1991–1996: Botschafter in Den Haag, 1998: Ruhestand. | Necmettin Erbakan                        | Rafael Caldera                            | 13. Dez. 1997    |
| 14. Dez. 1997            | Tanju Ülgen              | 26. Dezember 1986 – 26. September 1991: Liste der türkischen Botschafter in Mexiko 2. November 1987: Botschafter in Belmoplan, 1982: Botschafter in Dakar | Mesut Yılmaz                             | Rafael Caldera                            | 17. Sep. 2000    |
| 30. Sep. 2000            | Metin Göker              | 1994:Botschafter in Bischkek | Bülent Ecevit                            | Hugo Chávez                               | 28. Nov. 2004    |
| 30. Nov. 2004            | Muammer Doğan Akdur      | 19. Januar 2007–2009: Botschafter in Caracas | Recep Tayyip Erdoğan                     | Hugo Chávez                               | 21. Dez. 2006    |
| 4. Feb. 2007             | Nihat Akyol              | (* 1947 in Ankara) 1969 Studium der Politikwissenschaft an der Universität Ankara, Studium an der Universität von Nancy und Doktor der Rechte, 1998–2002: Ständiger Vertreter bei der Europäischen Union. | Recep Tayyip Erdoğan                     | Hugo Chávez                               | 26. Mai 2011     |
| 31. Mai 2011             | Muhsin Tuğrul Kılıçaslan | (* 1957 in Izmir) | Recep Tayyip Erdoğan                     | Hugo Chávez                               | 5. März 2013     |